# Valentine (Haute-Garonne)
Valentine is een gemeente in het Franse departement Haute-Garonne (regio Occitanie). De plaats maakt deel uit van het arrondissement Saint-Gaudens. Valentine telde op 1 januari 2022 875 inwoners.
De gemeente is bekend door haar aardewerk en porselein dat Bleu de Valentine wordt genoemd. De Manufacture Fouque et Arnoux produceerde dit aardewerk tussen 1832 en 1878.

## Geografie
De oppervlakte van Saint-Lys bedroeg op 1 januari 2022 8,03 vierkante kilometer; de bevolkingsdichtheid was toen 109 inwoners per km².
De gemeente ligt in de historische streek Comminges aan de voet van de centrale Pyreneeën. 

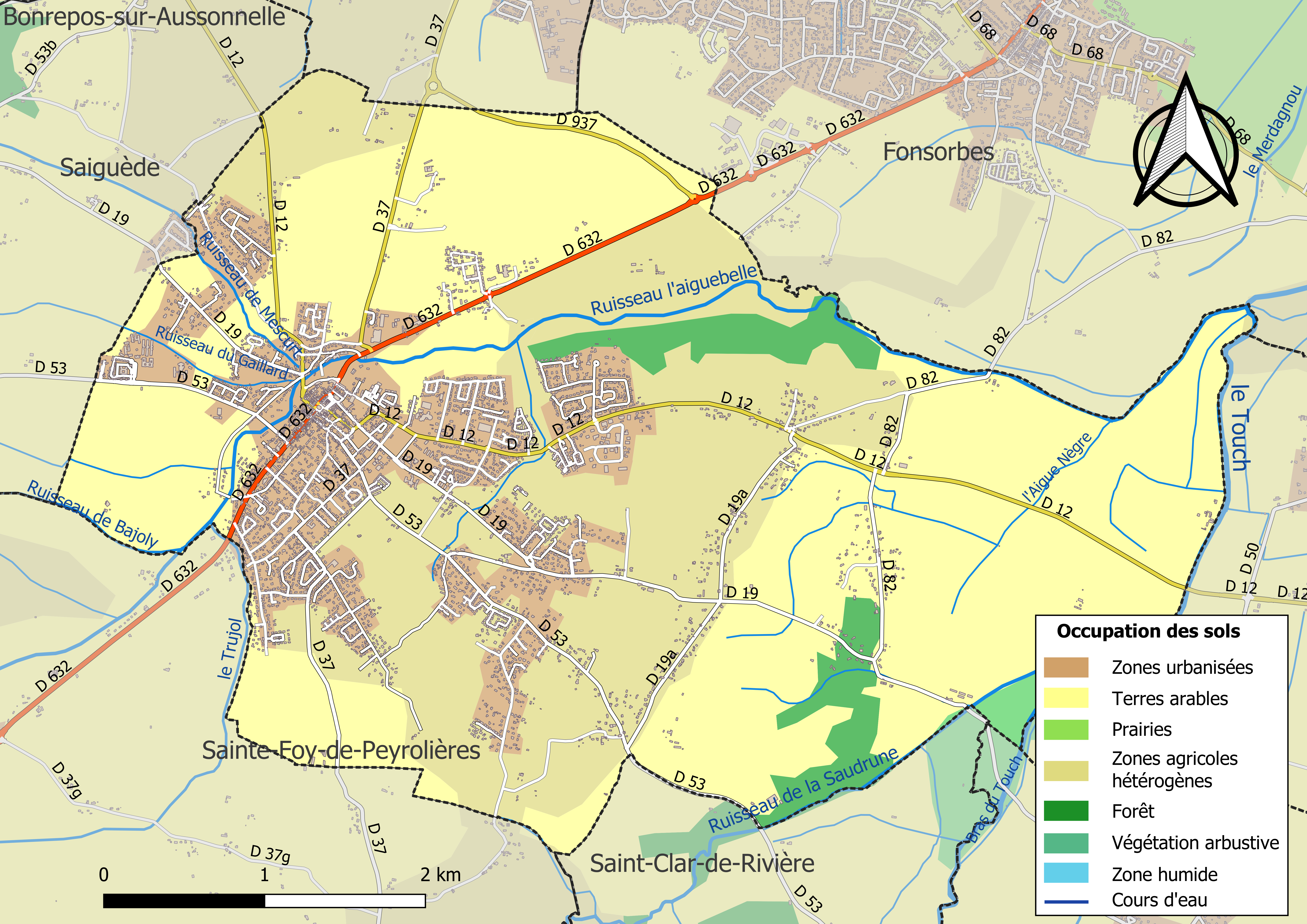
Kaart van de gemeente met belangrijkste infrastructuur, bodemgebruik en omliggende gemeenten

## Demografie
Onderstaande figuur toont het verloop van het inwonertal (bron: INSEE-tellingen).